# Kodowanie supergęste
Kodowanie supergęste – technika używana do wysyłania dwóch bitów klasycznej informacji przy użyciu tylko jednego kubitu z pomocą splątania.

## Wprowadzenie
Załóżmy, że Alicja chce wysłać klasyczne informacje do Boba używając kubitów zamiast klasycznych bitów. Alicja będzie kodować klasyczną informację w kubicie i wysyłać ją do Boba. Po otrzymaniu kubita, Bob odzyskuje klasyczną informację za pośrednictwem pomiaru. Pytanie brzmi: jak dużo klasycznej informacji może być przekazywane za pomocą kubitu? Ponieważ nieortogonalne stany kwantowe nie mogę być rozróżnione, można by przypuszczać, że Alicja nie może zakodować więcej niż jeden klasyczny bit na kubit. Istotnie, to ograniczenie na efektywność zostało udowodnione formalnie. Zatem nie ma korzyści w postaci korzystania z kubitów zamiast klasycznych bitów. Jednakże wraz z dodatkowym założeniem, że Alicja i Bob dzielą splątany stan, można osiągnąć dwa klasyczne bity na kubit. Termin supergęste odnosi się do podwojenia wydajności.

## Szczegóły
Kluczowym dla tej procedury jest dzielony stan splątany pomiędzy Alicją i Bobem i własność stanów splątanych którą jest to że (maksymalnie) splątany stan może być transformowany do innego stanu za pośrednictwem lokalnej manipulacji.
Załóżmy, że części stanu Bella, powiedzmy
{\displaystyle |\Psi ^{+}\rangle ={\frac {1}{\sqrt {2}}}(|0\rangle _{A}\otimes |1\rangle _{B}+|1\rangle _{A}\otimes |0\rangle _{B})}
rozprowadzane są do Alicji i Boba. Pierwszy podsystem, oznaczone indeksem A należy do Alicji a drugiej B do Boba. Poprzez manipulowanie jej cząstką jedynie lokalnie, Alicja może przekształcić złożony system do jednego ze stanów Bella (to nie jest całkowicie zaskakujące, splątanie nie może być naruszone przy użyciu lokalnych operacji):
- Oczywiście, jeśli Alicja nie robi nic, system pozostaje w stanie, {\displaystyle |\Psi ^{+}\rangle .}
- Jeśli Alicja wysyła swoją cząstkę poprzez bramkę unitarną

{\displaystyle \sigma _{1}={\begin{bmatrix}0&1\\1&0\end{bmatrix}}}
(zauważmy, że jest to jedna z macierzy Pauliego), całkowity układ dwóch cząstek jest teraz w stanie
{\displaystyle (\sigma _{1}\otimes I)|\Psi ^{+}\rangle =|\Phi ^{+}\rangle .}
- Jeśli {\displaystyle \sigma _{1}} jest zastąpiony przez {\displaystyle \sigma _{3},} początkowy stan {\displaystyle |\Psi ^{+}\rangle } przekształca się do {\displaystyle |\Psi ^{-}\rangle .}
- Podobnie, jeśli Alicja zastosuje {\displaystyle i\sigma _{2}\otimes I} do układu, wypadkowy stan będzie {\displaystyle |\Phi ^{-}\rangle .}

Tak więc, w zależności od wiadomości którą chciałaby wysłać, Alicja wykonuje jedną z czterech operacji lokalnych podanych powyżej i wysyła swój kubit do Boba. Wykonując rzutowy pomiar w bazie Bella układu dwóch cząstek, Bob dekoduje żądaną wiadomość.
Zauważmy jednak, że jeśli jakaś złośliwa osoba, Ewa, przechwytuje kubit Alicji na trasie do Boba, wszystko co uzyskuje to stan splątany. Dlatego Ewa nie zdobywa żadnej przydatnej informacji jeśli nie wejdzie w interakcję z kubitem Boba.

## Ogólny schemat gęstego kodowania
Ogólny schemat gęstego kodowania może być sformułowany w języku używanym do opisu kanałów kwantowych. Alicja i Bob dzielą maksymalnie splątane stany {\displaystyle \omega .} Niech podukłady pierwotnie posiadane przez Alicję i Boba będą odpowiednio oznaczone przez 1 i 2. Aby przekazać wiadomość {\displaystyle x,} Alicja stosuje odpowiedni kanał
{\displaystyle \Phi _{x}}
na podukładzie 1. Na połączonym układzie to daje rezultat
{\displaystyle \omega \rightarrow (\Phi _{x}\otimes I)(\omega )}
gdzie {\displaystyle I} oznacza transformację tożsamościową na podukładzie 2. Alicja następnie wysyła swój podukład do Boba, który wykonuje pomiar na połączonym układzie do odzyskiwania wiadomości. Niech skutkiem pomiaru Boba będzie {\displaystyle F_{Y}.} Prawdopodobieństwem, że aparatura pomiarowa Boba rejestruje wiadomość {\displaystyle y} jest
{\displaystyle \operatorname {Tr} \;(\Phi _{x}\otimes I)(\omega )\cdot F_{y}.}
Dlatego, w celu osiągnięcia pożądanej transmisji wymagamy
{\displaystyle \operatorname {Tr} \;(\Phi _{x}\otimes I)(\omega )\cdot F_{y}=\delta _{xy},}
gdzie {\displaystyle \delta _{xy}} jest deltą Kroneckera.